# Heilig Hartkerk (Bremerhaven-Lehe)
De Heilig Hartkerk (Duits: Herz-Jesu-Kirche) is het kerkgebouw van de rooms-katholieke Heilig Hartparochie in Bremerhaven in het noordelijke Stadtteil Lehe. De kerk werd in de jaren 1910-1911 gebouwd.

## Geschiedenis

#### Voorgeschiedenis
Met de stichting van Bremerhaven in 1827 nam ook de vlecke Lehe aan betekenis toe. Tussen 1885 en 1905 steeg het inwonertal van Lehe van 10.011 naar 31.826. De katholieke kerk van de Onbevlekte Ontvangenis van Maria uit 1867 werd al snel te klein, zodat men vanaf 1900 voorbereidingen trof voor de bouw van parochiekerken in de destijds nog zelfstandige gemeenten Lehe en Geestemünde. Een anonieme weldoenster zegde voor de bouw van beide kerken 60.000 goudmarken toe. 

#### Ontwerp en gebouw
De architect Maximilian Jagielski uit Hannover, die reeds naam had gemaakt met zijn ontwerpen voor katholieke kerken in historiserende stijl, wist met zijn ontwerp te overtuigen en won de uitgeschreven wedstrijd. Hij ontwierp een neogotische drieschepige basiliek met elementen van de jugendstil, die van 1910 tot 1911 gebouwd werd. Voor de bouw van de muren werden rode bakstenen toegepast en het zadeldak kreeg rode dakpannen. 
De lengte van het gebouw bedraagt 48,80 meter, de breedte 21,80 meter en de hoogte van het kerkschip rond 12 meter. De forse, 55 meter hoge kerktoren met een vierhoekige spits werd op de zuidwestelijke hoek geplaatst. Een kleine aanbouw aan de noordwestelijke hoek draagt een zeshoekige spits.
Op 13 augustus 1911 werd de Heilig Hartkerk door bisschop Adolf Bertram ingewijd. Op 12 april 1919 werd de kerkelijke gemeente tot parochie verheven.
Het gebouw wist de bombardementen van de Tweede Wereldoorlog op het gebied vrijwel onbeschadigd te doorstaan. In 1948 werd er voor het eerst een orgel geplaatst, die na een restauratie in 1973 in 1981 door een nieuw orgel met 42 registers werd vervangen. In de jaren 1990 volgde een nieuwe renovatie en werden de fundamenten van de kerk met betonnen palen verstevigd. In 1991 werden na 18 jaar de eerste gerestaureerde ramen teruggeplaatst.  

## Monument
Sinds 2002 is de Heilig Hartkerk in Lehe een beschermd monument. 